# Parvodontia luteocystidia
Parvodontia luteocystidia là một loài nấm thuộc chi đơn loài Parvodontia họ Cystostereaceae.